# Johann Philipp August Bunge
Johann Philipp August Bunge (* 30. Juni 1774 in Bernburg; † 13. April 1866 ebenda) war ein deutscher Architekt des Klassizismus.

## Leben
Bunge wirkte ab 1794 als Baumeister in seiner Heimatstadt Bernburg. 1815 wurde er Bauinspektor und 1830 Baurat. Ab 1842 war er Oberbaurat in Bernburg und Leiter des anhalt-bernburgischen Bauwesens. 1853 erhielt er den Titel Geheimer Oberbaurat. Nach seinen Plänen und Ideen von Karl Friedrich Schinkel wurde unter anderem 1826/1827 das Hoftheater von Bernburg im Stil des Klassizismus errichtet (eröffnet 1827; heute Carl-Maria-von-Weber-Theater). Auch der Entwurf der Kirche St. Stephanus in Bernburg-Dröbel – ebenfalls klassizistisch 1828 bis 1829 errichtet – stammt aus seiner Feder.
Er gehörte der Bernburger Freimaurerloge Alexius zur Beständigkeit an und war zwischen 1828 und 1852 ihr Meister vom Stuhl.